# Lac Tourgoïak
Le lac Tourgoïak (en russe : Тургояк, en bachkir : Түрғәяҡ, Türğäyaq) est un lac de Russie situé dans le sud de l’Oural.

## Étymologie
Le nom « Tourgoïak » est d’origine bachkire, mais son étymologie exacte n’est pas certaine. Ce nom pourrait venir des mots түр (tür, « lieu élevé ») et яҡ (yaq, « côté »), түргә яҡ күл (türgä yaq kül) signifiant « lac à côté d’un lieu élevé ».

## Géographie
Le lac Tourgoïak est situé dans le nord de l’oblast de Tcheliabinsk, dans le territoire du district urbain de Miass, à environ 85 km à l’ouest de Tcheliabinsk. La localité Tourgoïak est située sur sa rive orientale. En raison de son eau particulièrement claire, le lac Tourgoïak est parfois surnommé « perle de l’Oural ». Le lac fait partie de la réserve de biosphère des montagnes de l'Oural depuis 2018.

## Tourisme

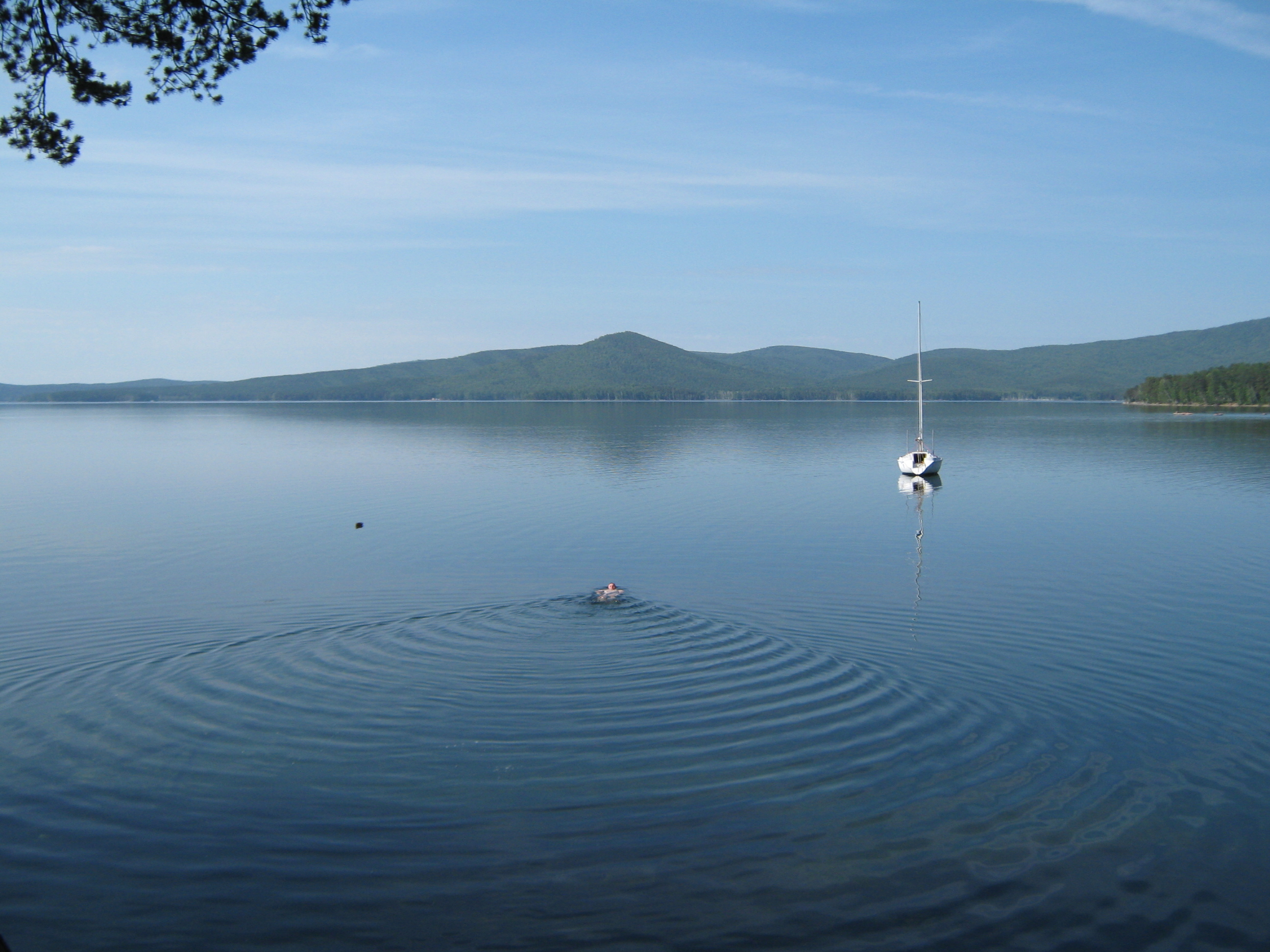
Un bateau sur le lac Tourgoïak

Des plages de sable se trouvent le long des rives du lac Tourgoïak, et de nombreux sanatoriums et bases de loisirs ont été construits à proximité du lac.